# モーリス・デュヴェルジェ
モーリス・デュヴェルジェ（Maurice Duverger、1917年6月5日 - 2014年12月17日）は、フランスの政治学者。政党制、選挙制度の研究で知られ、デュヴェルジェの法則を提唱した。

## 経歴
アングレーム生まれ。15歳の頃から右翼の活動に関わりフランス人民党に入党する傍ら、ボルドー大学で法律を専攻。1942年に博士号を取得するとポワティエ大学で教鞭を取り始め、その後新設されたボルドー政治研究所に移り政治学に転じる。1955年にソルボンヌ大学法経学部教授に就任し、同大政治学部教授を経て名誉教授。1989年にはイタリアの左翼民主党に推されて欧州議会議員に選ばれた。

## 日本語訳著書
- 『フランス憲法史』（時本義昭訳、みすず書房、1995年）
- 『市民の共和国』（三嶺書房、1990年）
- 『ヤヌス――西欧の二つの顔』（宮島喬訳、木鐸社、1975年）
- 『ヨーロッパの政治構造――人民なき民主主義』（合同出版、1974年）
- 『政党社会学――現代政党の組織と活動』（潮出版社、1970年）
- 『社会科学の諸方法』（深瀬忠一・樋口陽一訳、勁草書房、1968年）
- 『政治学入門』（横田地弘訳、みすず書房、1967年）
- 『現代の独裁――その社会学と弁証法』（社会思想社［現代教養文庫］、1964年）
- 『政治体制』（白水社［文庫クセジュ］、1964年）
- 『財政学』（白水社［文庫クセジュ］、1956年）